# Nate Hawthorne
Nathaniel "Nate" Hawthorne (Mount Vernon, Illinois, 15 de enero de 1950 - Tempe, Arizona, 23 de noviembre de 2005) fue un jugador de baloncesto estadounidense que disputó tres temporadas en la NBA. Con 1,93 metros de estatura, jugaba en la posición de base.

## Trayectoria deportiva

### Universidad
Jugó durante tres temporadas con los Salukis de la Universidad del Sur de Illinois Carbondale, donde anotó 1.001 puntos, 17,3 por partido en su última temporada, además de conseguir 7,0 rebotes.

### Profesional
Fue elegido en el puesto 118 del Draft de la NBA de 1973 por Los Angeles Lakers, y también los Utah Stars en el Draft de la ABA, fichando por los primeros, donde jugó una temporada a las órdenes de Bill Sharman como tercer base del equipo, promediando 3,2 puntos y 1,0 rebotes por partido.
Al año siguiente fue incluido en el Draft de Expansión que se celebró por la llegada de los New Orleans Jazz a la liga, quienes lo eligieron, pero que automáticamente lo traspasaron junto con Dennis Awtreyy Curtis Perry a Phoenix Suns a cambio de Neal Walk. Allí jugó dos temporadas, llegando en la última de ellas a disputar las Finales de la NBA en las que cayeron ante Boston Celtics. Hawthorne promedió 6,1 puntos y 2,6 rebotes por partido como suplente de Paul Westphal.

## Estadísticas de su carrera en la NBA

### Temporada regular
| Temporada | Edad | Equipo             | Liga | P   | TIT | MIN  | TC  | TCA | %TC  | 3P | 3PA | %3P | TL  | TLA | %TL  | R.OF. | R.DEF. | REB | ASIS | ROB | TAP | PER | FP  | PTS |
| 1973-74   | 24   | Los Angeles Lakers | NBA  | 33  |     | 6.9  | 1.2 | 2.8 | .409 |    |     |     | 0.9 | 1.5 | .625 | 0.5   | 0.5    | 1.0 | 0.7  | 0.3 | 0.2 |     | 1.0 | 3.2 |
| 1974-75   | 25   | Phoenix Suns       | NBA  | 50  |     | 12.4 | 2.4 | 5.7 | .411 |    |     |     | 1.2 | 1.9 | .649 | 0.7   | 1.2    | 1.8 | 0.8  | 0.6 | 0.4 |     | 1.9 | 5.9 |
| 1975-76   | 26   | Phoenix Suns       | NBA  | 79  |     | 14.5 | 2.3 | 5.4 | .430 |    |     |     | 1.5 | 2.2 | .676 | 1.1   | 1.6    | 2.6 | 0.6  | 0.4 | 0.2 |     | 1.9 | 6.1 |
| Total     |      |                    | NBA  | 162 |     | 12.3 | 2.1 | 5.0 | .421 |    |     |     | 1.3 | 1.9 | .660 | 0.8   | 1.2    | 2.1 | 0.7  | 0.4 | 0.3 |     | 1.7 | 5.4 |

### Playoffs
| Temporada | Edad | Equipo             | Liga | Pos. | P  | TIT | MIN | TC  | TCA | %TC  | TL  | TLA | %TL  | R.OF. | R.DEF. | REB | ASIS | ROB | TAP | FP  | PTS |
| 1973-74   | 24   | Los Angeles Lakers | NBA  | SG   | 3  |     | 4.7 | 0.3 | 2.3 | .143 | 1.3 | 1.7 | .800 | 0.7   | 0.0    | 0.7 | 0.7  | 0.3 | 0.3 | 0.0 | 2.0 |
| 1975-76   | 26   | Phoenix Suns       | NBA  | SG   | 15 |     | 5.4 | 0.6 | 1.7 | .346 | 0.5 | 0.7 | .727 | 0.3   | 0.7    | 1.1 | 0.3  | 0.3 | 0.1 | 1.3 | 1.7 |
| Total     |      |                    | NBA  |      | 18 |     | 5.3 | 0.6 | 1.8 | .303 | 0.7 | 0.9 | .750 | 0.4   | 0.6    | 1.0 | 0.3  | 0.3 | 0.1 | 1.1 | 1.8 |

## Fallecimiento
Hawthorne falleció en 2005, camino del hospital tras haber sufrido un ataque al corazón en Tempe, Arizona, donde residía. Tenía 55 años.